# Заслуженный архитектор Украинской ССР
Заслуженный архитектор УССР — почётное звание, присваивавшееся за заслуги в развитии советской архитектуры.

## Положение о почётном звании
- Лица, представляющие к присвоению почётного звания «Заслуженный архитектор Украинской ССР» должны иметь высшее специальное образование[1].
- Почётные звания Украинской ССР присваиваются лицам, работающих в соответствующей отрасли народного хозяйства не менее 10 лет[1].

## Описание нагрудного знака
Нагрудный по форме является правильным восьмигранником, который находится внутри круга диаметром 26 мм. Вдоль внешнего края есть выпуклость, которая проходит по бортику знака. На знаке расположено изображение герба Украинской ССР, а под ним пара перевязанных лентой лавровых веток. Надпись «Заслуженный архитектор УССР» находится вокруг герба. На оборотной стороне знака рисунок поля с озимовыми культурами на котором по правую сторону находится трактор. В дали виден силуэт Днепрогэса и других предприятий, а над ними — самолёт. Снизу обратной стороны помещён рисунок книги, лира и циркуля. Знак покрыт красно-лазурной эмалью.

## История награждений
- Чмутина, Наталья Борисовна[2].
- Заваров, Алексей Иванович[3]
- Иванов, Игорь Михайлович[2]
- Жежерин, Борис Петрович
- Елизаров, Виктор Дмитриевич
- Гопкало, Вадим Иванович
- Страшнов, Альвиан Платонович
- Адам Шеффер[4]
- Василий Гнездилов[5]